# 대수적 홀로그래피
레렌 쌍대성이라고도 불리는 대수적 홀로그래피는 대수적 양자장론의 틀 내에서 양자 중력의 홀로그래피 원리를 이해하려는 시도이다. 칼-헤닝 레렌이 제안하였다. 이는 때때로 끈 이론의 반 더시터르 공간/CFT 대응에 대한 대안적인 공식으로 설명되지만 일부 끈 이론가는 인정하지 않는다. 대수적 홀로그래피에서 논의된 이론은 엔트로피가 고차원 거듭제곱 법칙을 따르기 때문에 일반적인 홀로그래피 원리를 충족하지 않는다.

## 레렌 쌍대성
반 더시터르 공간(또는 그것의 보편 덮개 공간)의 등각 경계는 차원이 하나 더 적은 등각 민코프스키 공간 (또는 그것의 보편 덮개 공간)이다. 보편적인 커버 공간을 다루어 봅시다. 대수적 양자장론에서 등각 공간의 양자장론은 등각 공간에 대한 C* 대수의 등각 공변 네트에 의해 제공되고 반 더시터르 공간의 양자장론에는 반 더시터르 공간에 대한 C* 대수의 공변 네트가 제공된다. 반 더시터르 공간의 한 점 이상에서 교차하는 여차원 1의 두 개의 서로 다른 널 측지선 초곡면은 반 더시터르 공간을 네 개의 서로 다른 영역으로 나누고 그 중 두 개는 공간과 비슷하다. 두 개의 공간 같은 영역 중 하나를 쐐기라고 한다. 쐐기의 등각 경계는 등각 경계의 이중 원뿔이고 등각 경계의 모든 이중 원뿔은 고유한 쐐기와 연관되어 있다는 것은 기하학적 사실이다. 즉, 등각장론의 이중 원뿔과 반 더시터르 공간의 쐐기 사이에는 일대일 대응이 있다. 하그-카스틀러 공리를 충족하는 이중 원뿔에 대한 대수로 정의된 등각장론이 쐐기와 관련된 대수가 다음과 동일하다고 가정하면 이러한 공리를 충족하는 반 더시터르 공간에 대한 네트를 생성한다는 것을 쉽게 확인할 수 있다. 해당 이중 원뿔과 관련된 대수 및 그 반대의 경우도 마찬가지이다. 양측의 대수적 양자장론 사이의 이러한 대응을 대수적 홀로그래피라고 한다.
일반적인 AdS/CFT 대응과 달리 반 더시터르 공간 측의 레렌-쌍대 이론은 반 더시터르 공간 측에 명백한 미분동형 공분산이 없기 때문에 양자 중력 이론으로 보이지 않는다. 또한 반 더시터르 공간의 이중 원뿔과 연관된 대수가 자명하지 않은 경우(즉, 항등원 이외의 원소를 포함하는 경우) 해당 등각장론은 기본 인과관계를 충족하지 않는다. 이를 통해 현실적인 등각장론의 반 더시터르 공간 레렌 쌍대에는 국소적 자유도가 없다는 결론을 내릴 수 있다(웨지는 컴팩트하지 않다).

## AdS/CFT와의 차이점
- "AdS/CFT에서 벌크 장의 경계 값은 경계 이론 연산자의 소스이다. 레렌 쌍대성에서 벌크 장의 경계 값은 경계 이론의 연산자이다 .
- "AdS/CFT에서 벌크 이론은 필연적으로 중력 이론이다. 경계 이론의 보존된 응력 텐서의 소스는 벌크 계량 텐서의 경계 값이다. 레렌 쌍대성에서 벌크 이론은 '일반적인'(비-중력) 양자장론"이다.

## 참고문헌
- Rehren, K.-H. (2000). “Algebraic Holography”. 《Annales Henri Poincaré》 1 (4): 607–623. arXiv:hep-th/9905179. Bibcode:2000AnHP....1..607R. doi:10.1007/pl00001009. ISSN 1424-0637.

레렌 쌍대성에 대한 고전적 대응에 대해서는 다음을 참조
- Kay, Bernard S.; Larkin, Peter (2008년 6월 18일). “Pre-holography”. 《Physical Review D》 77 (12): 121501(R). arXiv:0708.1283. Bibcode:2008PhRvD..77l1501K. doi:10.1103/physrevd.77.121501. ISSN 1550-7998.